# David Wilson (rugbista 1967)
David John Wilson (Brisbane, 4 gennaio 1967) è un ex rugbista a 15 australiano, campione del mondo nel 1999 con gli Wallabies.

## Biografia
Rugbista di interesse nazionale già al tempo della frequenza scolastica (tanto da essere selezionato per le selezioni giovanili australiane nel biennio 1985-86), entrò nella rappresentativa del Queensland nel 1989 e, nel 1992, esordì negli Wallabies, in un test match a Sydney contro la Scozia.
Tre anni più tardi fu selezionato nella rosa australiana che prese parte alla Coppa del Mondo di rugby 1995; nel 1996 divenne professionista ed entrò nella franchise che rappresenta il Queensland nel Super Rugby, i Reds.
Selezionato anche per la Coppa del Mondo di rugby 1999, Wilson prese parte a 5 incontri di tale edizione del torneo, inclusa la finale di Cardiff che l'Australia vinse in finale sulla Francia che laureò gli Wallabies campioni del mondo.
Nel 2000, finito il contratto con i Reds dei quali l'anno precedente era divenuto capitano, Wilson si trasferì in Europa presso la squadra inglese degli Harlequins, in cui si mise in luce fin dall'esordio.
Il suo ultimo impegno internazionale fu nell'agosto di quell'anno, quando contribuì alla vittoria dell'Australia nel suo primo Tri Nations.
Nonostante le buone prove negli Harlequins, i suoi infortuni e i suoi lenti recuperi lo costrinsero a terminare l'attività agonistica nel 2002 a 35 anni.
L'ultimo incontro di Wilson, al momento del ritiro, era stato la finale di Challenge Cup 2000-01 vinta contro il Narbona.

## Palmarès
- Coppe del mondo: 1
Australia: 1999
- Challenge Cup: 1
Harlequins: 2000-01